# Університет Ньюкасла
32°53′34″ пд. ш. 151°42′16″ сх. д. / 32.892777777778° пд. ш. 151.70444444444° сх. д.
Університет Ньюкасла — державний університет у Ньюкаслі, Новий Південний Уельс, Австралія. Заснований у 1965 році, він має головний кампус у передмісті Ньюкасла Каллаган. Університет також має кампуси на Центральному узбережжі, в Сінгапурі, Ньюкасл-Сіті в районі Хантер, а також у Сіднеї.
Університет Ньюкасла є членом Австралійської технологічної мережі, Університетів Австралії та Асоціації розвитку колегіальних шкіл бізнесу.